# The Alliance of the Kings - The Black Crystal Sword Saga, Pt I
The Alliance of the Kings - The Black Crystal Sword Saga,Pt I è il primo album della band symphonic power metal Ancient Bards.

## Tracce
1. Prelude – 1:55
2. The Birth of Evil – 5:31
3. Four Magic Elements – 4:59
4. Only the Brave – 6:15
5. Frozen Mind – 7:24
6. Nightfall in Icy Forest – 1:17
7. Lode al Padre – 6:27
8. Daltor the Dragonhunter – 8:43
9. Farewell My Hero – 6:52
10. Faithful to Destiny – 8:45
11. Eyes On Me (Bonus track) – 5:08

## Formazione

### Formazione attuale
- Sara Squadrani - voce
- Claudio Pietronik - chitarra
- Federico Gatti - batteria
- Daniele Mazza - tastiere
- Martino Garattoni - basso
- Simone Bertozzi - chitarra

### Ex componenti
- Alessandro Carichini - batteria
- Fabio Balducci - chitarra